# The Band (альбом)
The Band — второй студийный альбом группы The Band. Вышел 22 сентября 1969 года на лейбле Capitol Records.
В 2003 году журнал Rolling Stone поместил альбом The Band группы The Band на 45-м место своего списка «500 величайших альбомов всех времён». В списке 2012 года альбом находится также на 45-м месте.
В 2009 году альбом был помещен в Национальный реестр аудиозаписей, список звукозаписей, которые Библиотека Конгресса считает «имеющими культурное, историческое или эстетическое значение».

## Список композиций

### Сторона 1
| №  | Название                              | Автор(ы)                        | Ведущий вокал  | Длительность |
| -- | ------------------------------------- | ------------------------------- | -------------- | ------------ |
| 1. | «Across the Great Divide»             | Робби Робертсон                 | Ричард Мануэль | 2:53         |
| 2. | «Rag Mama Rag»                        | Робби Робертсон                 | Левон Хелм     | 3:04         |
| 3. | «The Night They Drove Old Dixie Down» | Робби Робертсон                 | Левон Хелм     | 3:33         |
| 4. | «When You Awake»                      | Ричард Мануэль, Робби Робертсон | Рик Данко      | 3:13         |
| 5. | «Up on Cripple Creek»                 | Робби Робертсон                 | Левон Хелм     | 4:34         |
| 6. | «Whispering Pines»                    | Ричард Мануэль, Робби Робертсон | Ричард Мануэль | 3:58         |

### Сторона 2
| №  | Название                         | Автор(ы)                        | Ведущий вокал             | Длительность |
| -- | -------------------------------- | ------------------------------- | ------------------------- | ------------ |
| 1. | «Jemima Surrender»               | Левон Хелм, Робби Робертсон     | Левон Хелм                | 3:31         |
| 2. | «Rockin’ Chair»                  | Робби Робертсон                 | Ричард Мануэль, Рик Данко | 3:43         |
| 3. | «Look Out Cleveland»             | Робби Робертсон                 | Рик Данко                 | 3:09         |
| 4. | «Jawbone»                        | Ричард Мануэль, Робби Робертсон | Ричард Мануэль            | 4:20         |
| 5. | «The Unfaithful Servant»         | Робби Робертсон                 | Рик Данко                 | 4:17         |
| 6. | «King Harvest (Has Surely Come)» | Робби Робертсон                 | Ричард Мануэль            | 3:39         |

## Позиции в хит-парадах
Еженедельные чарты:
| Год       | Хит-парад                           | Высшая позиция | Пребывание в чарте |
| --------- | ----------------------------------- | -------------- | ------------------ |
| 1969—1970 | США (Billboard Top LP’s)            | 9              | 49 недель          |
|           |                                     |                |                    |
| 2000      | США (Billboard Top Internet Albums) | 10             | нет данных         |